# Kaden Groves
Kaden Groves (* 23. prosince 1998) je australský profesionální silniční cyklista jezdící za UCI WorldTeam Alpecin–Deceuninck.

## Kariéra
V roce 2016 se Groves stal juniorským mistrem Austrálie v silničním závodu. V roce 2017 získal Groves druhé místo v prologu etapového závodu Tour de Kumano. Toho samého roku vyhrál třetí etapu závodu Kolem Fu-čou.
V srpnu 2019 se Groves stal s okamžitým efektem členem UCI WorldTeamu Mitchelton–Scott poté, co s týmem podepsal kontrakt do roku 2021. V srpnu 2022 vyhrál svou první etapu na Grand Tours, když zvítězil ve sprintu o vítězství v jedenácté etapě Vuelty a España 2022. Dříve téhož měsíce bylo oznámeno, že Groves podepsal dvouletý kontrakt s UCI ProTeamem Alpecin–Deceuninck od sezóny 2023.

## Hlavní výsledky
2016
Národní šampionát
 vítěz silničního závodu juniorů
2017
Kolem Fu-čou
vítěz 3. etapy
2018
Kolem jezera Čching-chaj
vítěz 13. etapy
Kolem zátoky Čchüan-čou
vítěz 1. etapy
Kolem Číny II
3. místo celkově
 vítěz bodovací soutěže
2019
Le Triptyque des Monts et Châteaux
vítěz etap 1 a 3
Ronde de l'Isard
vítěz 1. etapy
2. místo Eschborn–Frankfurt Under–23
Circuit des Ardennes
4. místo celkově
 vítěz bodovací soutěže
vítěz etap 1 a 4
8. místo Lutych–Bastogne–Lutych Espoirs
10. místo Brussels Cycling Classic
2020
Herald Sun Tour
vítěz etap 3 a 5
Czech Cycling Tour
vítěz 1. etapy (TTT)
4. místo Race Torquay
2021
Národní šampionát
 vítěz kritéria
Okolo Slovenska
vítěz prologu
2022
Volta a Catalunya
 vítěz bodovací soutěže
vítěz 2. etapy
Vuelta a España
vítěz 11. etapy
Kolem Turecka
vítěz 2. etapy
Kolem Estonska
3. místo celkově
 vítěz bodovací soutěže
2023
vítěz Volta Limburg Classic
Vuelta a España
 vítěz bodovací soutěže
vítěz etap 4, 5 a 21
Volta a Catalunya
vítěz etap 4 a 6
Giro d'Italia
vítěz 5. etapy
2. místo Famenne Ardenne Classic
2. místo Münsterland Giro
2024
3. místo Brussels Cycling Classic
10. místo Circuit Franco–Belge
Vuelta a España
vítěz 2., 14. a  17. etapy
 vítěz bodovací soutěže
2025
5. místo Milán–San Remo
Giro d'Italia
vítěz 6. etapy

### Výsledky na Grand Tours
| Grand Tour      | 2022 | 2023 | 2024 |
| --------------- | ---- | ---- | ---- |
| Giro d'Italia   | —    | DNF  | 91   |
| Tour de France  | —    | —    | —    |
| Vuelta a España | 113  | 122  | 100  |

| —   | Nezúčastnil se |
| DNF | Nedokončil     |
| JS  | Jede se        |